# Virgil (film)
Pour plus de détails, voir Fiche technique et Distribution.
Virgil est une comédie dramatique française écrite et réalisée par Mabrouk El Mechri.

## Synopsis
Chaque semaine, Virgil fait rêver son père Ernest en lui racontant ses exploits de boxeur le temps d'un parloir. Chaque semaine, Virgil vient rêver en croisant le regard de Margot, une jeune femme elle aussi en visite. Cette semaine, Ernest lui annonce qu'il va sortir et qu'il va enfin pouvoir revoir Virgil sur un ring. Un seul problème: Virgil ne boxe plus depuis trois ans.

## Fiche technique
- Titre français : Virgil
- Réalisateur et scénariste : Mabrouk El Mechri
- Direction artistique : Benoît Bechet
- Décors : Dominique André
- Photographie : Pierre-Yves Bastard
- Montage : Kako Kelber
- Musique : Frédéric Verrières
- Distribution des rôles : Marie Miniconi
- Département Costume et garde-Robe : Julie Mauduech
- Producteur : Sidonie Dumas
- Sociétés de production : Gaumont, TF1 Films Production, Sogécinéma 3
- Société de distribution : Gaumont Columbia Tristar Films
- Pays de production :  France
- Format : couleur
- Genre : comédie dramatique
- Durée : 93 minutes
- Date de sortie :
  - France : 7 septembre 2005

## Distribution
- Virgil : Jalil Lespert
- Margot : Léa Drucker
- Ernest : Jean-Pierre Cassel
- Louis : Philippe Nahon
- Dunlopillo : Patrick Floersheim
- Sid : Karim Belkhadra
- Kader : Sami Zitouni
- Mario Taliori : Jean-Marie Frin
- Dino Taliori : Tomer Sisley
- Le maton Marcel : Jean-Luc Abel
- Le maton des douches : Michel Trillot
- Le maton aux cuisines : Marc Duret
- Le maton à l'hôpital : Philippe Manesse
- Le prisonnier vestibule parloir : Antoine Chain
- Le client grec : Ouassini Embarek
- Ernest à 22 ans : Nasser Zerkoune